# Célula somática
Las células somáticas son las que conforman el crecimiento de los tejidos y órganos de un ser vivo pluricelular, las cuales proceden de células madre originadas durante el desarrollo embrionario y que sufren un proceso de proliferación celular y apoptosis. Son las que constituyen la mayoría de las células del cuerpo de un organismo pluricelular. Las células somáticas representan la totalidad de las células del organismo excepto las células germinales y las células embrionarias, que son el origen de los gametos. Por lo tanto, se encuentran en los huesos, la piel, los tejidos, los órganos o la sangre. Los humanos se componen de 23 pares de cromosomas, en total 46 cromosomas. Las células somáticas pueden mutar sin transmitir sus modificaciones a los futuros descendientes. Las células somáticas que mutan pueden, sin embargo, ser la causa de cánceres. 
Las células que no son somáticas son células germinales, y son de las cuales se forman los gametos (espermatozoides y óvulos).

## Características
Las células somáticas son todas genéticamente iguales, con una dotación genética cuya mitad procede de la madre y la otra mitad del padre, unidas en la fecundación, a pesar de que las distintas células de un organismo son muy diferentes, al expresar genes diferentes, como por ejemplo una neurona y una célula intestinal. Las células somáticas se diferencian de las células germinales en que cada célula germinal es diferente genéticamente por la recombinación genética durante la meiosis. Se estima que uno de cada 80 millones de espermatozoides posee más de un 95 % de similitud genética con otro.
Teórica y técnicamente, se puede obtener un individuo genéticamente idéntico a otro, a partir de una célula somática mediante la clonación.
En general, las células somáticas son las que tienen dotación genética completa, siendo diploides que pueden formar nuevo tejido mediante la división celular.

## Células somáticas humanas
Las células somáticas en el ser humano son diploides, es decir, tienen 2 series de cromosomas (2n), siendo n el número de tipos de cromosomas, en concreto 2n = 46 porque contiene 23 tipos (n) de cromosomas (numerados del 1 al 22, más el tipo gonadal X o Y). La mitosis asegura que cuando una célula somática se divide en dos células hijas, cada célula sigue siendo 2n, o sea, sigue teniendo los 46 cromosomas propios de la especie de los seres humanos.